# Andreas Renner (Politiker)
Andreas Renner (* 7. Juni 1959 in Stockach) ist ein deutscher Politiker der CDU.

## Leben und Beruf
Renner besuchte die Grundschule und das Gymnasium in Stockach, wo er 1979 das Abitur ablegte. Er studierte bis 1986 Verwaltungswissenschaften an der Universität Konstanz. Nach Beendigung seines Studiums absolvierte er ein Referendariat beim Innenministerium Baden-Württemberg und war danach bei der Stadt Konstanz tätig. Im Mai 1989 wurde er Landesbeamter beim Landratsamt Ludwigsburg, ab Januar 1990 beim Regierungspräsidium Stuttgart und ab Juni 1991 beim Wirtschaftsministerium Baden-Württemberg. Dann besuchte er die Führungsakademie des Landes Baden-Württemberg. 
Seit seinem Rückzug aus der Politik 2006 arbeitet er für die EnBW AG. 
Er ist (Stand Juli 2023) Leiter Politik und Regierungsangelegenheiten.
Renner ist verheiratet.

## Politische Karriere
Renner engagierte sich schon als Heranwachsender politisch in der Jungen Union, deren Bezirksvorsitzender in Südbaden er von 1987 bis 1989 und baden-württembergischer Landesvorsitzender dann bis 1994 war. Bereits seit 1989 war er im Landesvorstand der CDU Baden-Württembergs vertreten, von 1992 bis 2008 gehörte er auch dem Bundesvorstand seiner Partei an.
Im Dezember 1993 wählten ihn die Bürger der Stadt Singen (Hohentwiel) zum Oberbürgermeister. Bei seiner Wiederwahl acht Jahre später erreichte er ein Wahlergebnis von über 80 Prozent.
Nachdem Günther Oettinger im April 2005 Ministerpräsident in Baden-Württemberg geworden war, ernannte er Renner zum Minister für Arbeit und Soziales. Von diesem Amt trat Renner nach mehreren politischen Affären am 27. Januar 2006 zurück.
Im September 2005 hatte Renner den US-Präsidenten George W. Bush mit den Worten „Der gehört abgeschossen“ kritisiert. Später distanzierte er sich von seinen Worten – „Ich nehme meine Wortwahl mit dem Ausdruck des Bedauerns zurück.“ – und erläuterte, er habe niemanden aufgefordert, „Raketen auf Bush zu feuern“. Er rufe „nicht zur Gewalt an Politikern auf“, sondern habe die Formulierung in umgangssprachlicher Weise gebraucht (in der politischen Sprache als Ausdruck für verdrängen/entmachten). Bereits damals war Renners Rücktritt gefordert worden.
Innerhalb seiner Partei und bei vielen Konservativen war Renner umstritten, da er als erster christdemokratischer Minister in Baden-Württemberg die Schirmherrschaft über den Christopher Street Day in Stuttgart übernommen hatte. Seine Unterstützung für die Veranstaltung sei Grund eines Streits mit dem Weihbischof der Diözese Rottenburg-Stuttgart Thomas Maria Renz im Juli 2005 gewesen, bei dem auch der Bischof Gebhard Fürst zugegen war. Als sich Fürst in das Gespräch einschaltete, soll Renner erklärt haben: „Halten Sie sich da raus, fangen Sie doch erst einmal damit an, Kinder zu zeugen.“ Renner selbst behauptete, er habe lediglich gesagt: „Dann lassen Sie erst mal zu, dass Priester Kinder zeugen“. Der andere Wortlaut wurde jedoch vom Sprecher des Bischofs bestätigt. Trotz einer Entschuldigung Renners bei Fürst und eines Schlichtungsgesprächs im Beisein Günther Oettingers trat Renner zurück. Ihm folgte Kultusstaatssekretärin Monika Stolz nach.
Am 7. Februar 2012 gab Renner bekannt, dass er sich nach dem parteilosen Sebastian Turner ebenfalls für die CDU um die Nominierung des Kandidaten für die Oberbürgermeisterwahl in Stuttgart am 7. Oktober 2012 bewerben möchte. Am 17. März 2012 entschieden die CDU-Mitglieder bei einem mitgliederoffenen Parteitag, wer für sie als möglicher Nachfolger von Oberbürgermeister Wolfgang Schuster antritt: Dabei unterlag Renner mit 231 Stimmen seinem Mitbewerber Turner, der 462 Stimmen erhielt, deutlich.
Von 2013 bis 2016 war Renner Stadtverbandsvorsitzender der CDU Singen.

## Ehrenämter
Renner ist unter anderem Vorsitzender des Freundeskreises der Musikschule Singen e. V. und Mitglied im Stiftungsrat der Stiftung Lebenshilfe Singen.